# Albrecht Achilles
Albrecht Achilles (25 janvier 1914 – 27 septembre 1943) est un militaire allemand. Il était commandant de U-Boot pendant la Seconde Guerre mondiale.

## Biographie
Il commence sa carrière dans la marine en avril 1934. Il sert à bord du navire-école Schleswig-Holstein et à bord du croiseur de bataille Gneisenau. Il est affecté aux U-Boote en avril 1940.
Après avoir suivi la formation de sous-marinier, il effectue trois patrouilles avec l' U-66 sous les ordres du capitaine de corvette Richard Zapp (en). Il prend le commandement de l' U-161 en janvier 1942 pour six patrouilles essentiellement dans les Caraïbes, dans les eaux africaines et brésiliennes.
Il meurt le 27 septembre 1943 dans l'Atlantique sud, au large de Bahia, au Brésil, avec l'ensemble de l'équipage de l'U-161, coulé par des charges de profondeur lancées par un hydravion américain Martin PBM Mariner de l'escadron USN VP-74/P-2 à la position géographique de 12° 30′ S, 35° 35′ O.

## Promotions
- Seekadett le 26 septembre 1934
- Obermatrose (de) le 1er octobre 1934
- Oberstabsmatrose le 1er janvier 1935
- Fähnrich zur See le 1er juillet 1935
- Oberfähnrich zur See (en) le 1er janvier 1937
- Leutnant zur See le 16 avril 1937
- Oberleutnant zur See le 13 avril 1939
- Kapitänleutnant le 14 août 1941
- Korvettenkapitän le 5 avril 1945 (à titre posthume)

### Décorations
- Médaille de service de longue durée de la Wehrmacht
  - 4e Classe (8 avril 1938)[1]
- Croix de fer (1939)
  - 2e Classe (7 août 1941)[2]
  - 1re Classe (5 avril 1942)[2]
- Insigne de combat des U-Boote (1939) (7 août 1941)[2]
- Croix de chevalier de la Croix de fer (16 janvier 1943) en tant que Kapitänleutnant et commandant du U-161[3],[4]
- Mentionné dans le bulletin radiophonique des Armées Wehrmachtbericht le 12 mars 1942